# José Pérez Francés

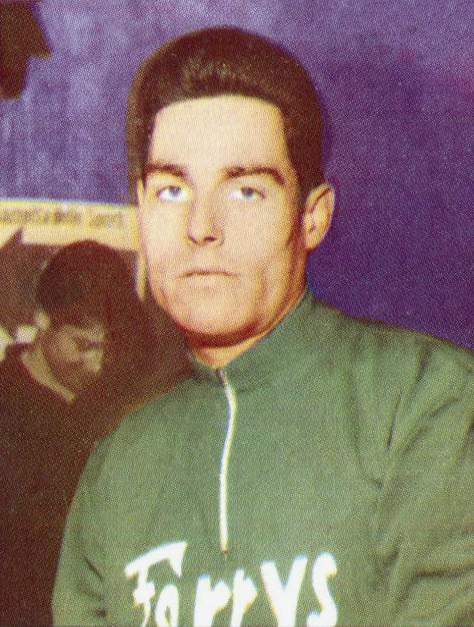
José Pérez Francés (1960)

José Pérez Francés (* 27. Dezember 1936 in Peñacastillo, Santander; † 30. September 2021) war ein spanischer Radrennfahrer und nationaler Meister im Radsport.

## Sportliche Laufbahn
Sein Vater hatte eine Fahrradwerkstatt in seinem Heimatort und so konnte er sich frühzeitig ein Rennrad zusammen bauen. Mit 18 Jahren ging er nach Barcelona, wo er sich einem Radsportverein anschloss. Als Amateur gewann er von 1954 bis 1956 die spanische Meisterschaft im Straßenrennen, 1957 wurde er Zweiter hinter Ricardo Menendez. Nach seinem ersten Meisterschaftserfolg wurde er für die UCI-Straßen-Weltmeisterschaften 1954 in Solingen nominiert und beendete das Rennen beim Sieg von Emiel Van Cauter auf dem 34. Platz. Er war der einzige Spanier, der das Ziel erreichte. 
1960 fuhr er in der Klasse der Unabhängigen und gewann auch dort die spanische Meisterschaft. In der Katalonien-Rundfahrt wurde er Zweiter hinter Miguel Poblet und gewann eine Etappe. José Pérez Francés entwickelte sich zu einem starken Etappenfahrer. Inzwischen hatte er einen festen Vertrag als Berufsfahrer beim Radsportteam Ferrys. Er wurde 1962 Zweiter der Vuelta a España hinter Rudi Altig. Im selben Jahr beendete er den Giro d’Italia auf dem sechsten Rang. 1963 wurde er spanischer Meister im Straßenrennen und stand beim Sieg von Jacques Anquetil in der Tour de France als Dritter auf dem Podium in Paris. Die Katalonische Woche gewann er ebenso wie eine Etappe der Rundfahrt Critérium du Dauphiné Libéré.
1964 konnte er sich als Dritter der Vuelta a España ebenfalls auf dem Podium platzieren, wobei er die Punktewertung gewann. Die Katalonische Woche gewann er erneut. Im folgenden Jahr gewann er die Levante-Rundfahrt und beendete die Tour de France als Sechster. Während der Tour hatte er die 11. Etappe gewonnen. 1966 konnte er ebenfalls einige Siege verzeichnen, ein herausragender Erfolg war aber bis auf den GP Viscaya nicht dabei. Die Levante-Rundfahrt gewann erneut (mit drei Tageserfolgen) 1967, zudem wurde er Fünfter im Giro. 1967 siegte er auch im Rennen Barcelona–Andorra und im Eintagesrennen Trofeo Jaumendreu. 1968 wurde er wiederum Zweiter der Vuelta a España, wobei er wieder eine Etappe gewinnen konnte.
Er startete insgesamt achtzehnmal bei den Grand Tours, sechsmal in der Tour de France, zweimal im Giro und zehnmal in der Vuelta. Bei den Monumenten des Radsports war er viermal bei Mailand–San Remo am Start, der 16. Platz 1964 war sein bestes Resultat.
In einem spanischen Artikel wurde er als der Poulidor des spanischen Radsports bezeichnet, da er viele zweite Plätze belegte und er sich oft, trotz eigener Siegchancen, für seine Käpitäne aufopfern musste.